# Epidemiología clínica
La epidemiología clínica es un subcampo de epidemiología específicamente enfocado en temas relevantes para la medicina clínica. El término fue introducido por primera vez por John R. Paul en su discurso presidencial ante la Sociedad Estadounidense de Investigación Clínica en 1938. A veces se le conoce como "la ciencia básica de la medicina clínica".

## Definición
Cuando acuñó el término "epidemiología clínica" en 1938, John R. Paul lo definió como "un matrimonio entre los conceptos cuantitativos utilizados por los epidemiólogos para estudiar la enfermedad en las poblaciones y la toma de decisiones en el caso individual, que es la tarifa diaria de la medicina clínica".
Según Stephenson y Babiker, "la epidemiología clínica puede definirse como la investigación y el control de la distribución y los determinantes de la enfermedad". Walter O. Spitzer ha destacado las formas en que el campo de la epidemiología clínica no está claramente definido. Sin embargo, sintió que, a pesar de las críticas al término, era una forma útil de definir un subcampo específico de epidemiología. Por el contrario, John M. Last sintió que el término era un oxímoron, y que su creciente popularidad en muchas escuelas de medicina diferentes, era un problema grave.

## Libros
- Olsen J, Christensen K,  Murray J, Ekbom A. An Introduction to Epidemiology for Health Professionals. New York: Springer Science+Business Media; 2010. e-ISBN 978-1-4419-1497-2
- Hulley S, Cummings S, Browner W, Grady D, Newman, T Diseño de investigaciones clínicas, Barcelona: Wolters Kluwer/ Lippincott Williams & Wilkins; 2007. ISBN 978-0-7817-8210-4